# Alain Pascalou
Alain Pascalou est un footballeur français né le 8 novembre 1952 à Chenu (Sarthe).

## Carrière
Il joue à l'US Le Mans comme attaquant dans les années 1970. 
Il a diverses responsabilités dont celle de directeur technique, au sein du club manceau depuis les années 2000. Il a également entraîné le club.